# Aphroditidae
Az Aphroditidae a gyűrűsférgek állattörzs soksertéjűek osztályának egyik családja. 
Tengeri egereknek is nevezik őket, mert rövid, zömök elliptikus formájúak, csonklábaik kacsai ellaposodva (elytra) pikkelyszerűen borítják a testet, amin felül a háti oldalt prémszerű szőrzet is takarja.
Közismert a szivárványló sünféreg (Aphrodite aculeata), hossza 200 mm. Az európai tengerek sublittorális zónájában gyakori ragadozó, sertéik erősen irizálnak.